# Erebia albofasciata
Erebia albofasciata är en fjärilsart som beskrevs av Ludwig Osthelder 1925. Erebia albofasciata ingår i släktet Erebia och familjen praktfjärilar. Inga underarter finns listade i Catalogue of Life.